# Vâlcelele, Iași
Vâlcelele (până în 1964, Găureni) este un sat în comuna Vlădeni din județul Iași, Moldova, România.
Situat pe valea pârâului Harbarau, în estul comunei Vlădeni, localitatea Valcelele este un sat răsfirat de vale. Așezarea a fost atestată documentar în anul 1874. În sat functioneaza o şcoală primară.
În localitate se poate ajunge pe drumul comunal DC7, după 5 km parcurși de la Vlădeni. Satul are aprope 400 de locuitori, "răsfirați" pe vreo 55 de ha. Există o importantă suprafața împădurită în sud-estul localității, lemnul fiind folosit pentru construcții rurale și drept combustibil.